# Stuart Ripley
Stuart Edward Ripley (Middlesbrough, 20 novembre 1967) è un ex calciatore inglese, di ruolo attaccante.

## Carriera
Di ruolo ala, ha vestito le maglie di Middlesbrough, Bolton, Blackburn, Southampton, Barnsley e Sheffield Wednesday, realizzando almeno una rete in ogni squadra in cui ha giocato. Ha collezionato 511 presenze in campionato segnando 43 reti e vincendo un campionato inglese nel 1995 col Blackburn: sempre con i Rovers ha giocato le Charity Shield del 1995 e del 1996 perdendole entrambe (2-0 contro il Manchester United e 1-0 contro l'Everton).
Vanta due presenze nella Nazionale inglese.

## Palmarès

### Club
- Campionato inglese: 1

Blackburn: 1994-1995